# اشچینیتک، شهرستان پولوسک
اشچینیتک، شهرستان پولوسک (به لاتین: Trzciniec, Pułtusk County) یک منطقهٔ مسکونی در لهستان است که در Gmina Pułtusk واقع شده‌است.